# Trypanoplasma parmae
Trypanoplasma parmae is een soort in de taxonomische indeling van de Euglenozoa. Deze micro-organismen zijn eencellig en meestal rond de 15-40 mm groot. Het organisme komt uit het geslacht Trypanoplasma en behoort tot de familie Bodonidae. Trypanoplasma parmae werd in 1961 ontdekt door Mackerras & Mackerras.